# Gedestilleerd water

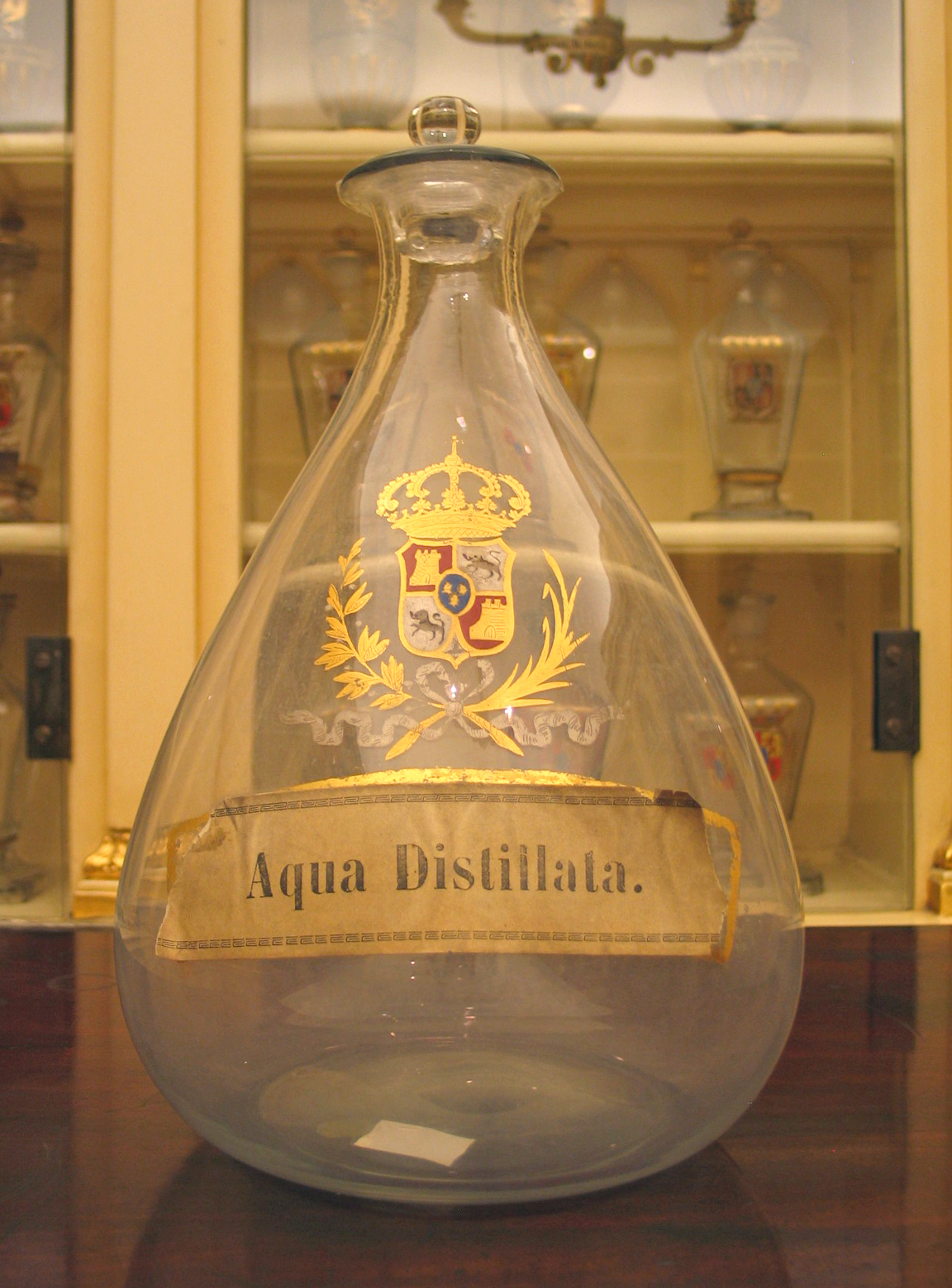
Aqua Distillatafles in de Real Farmacia te Madrid

Gedestilleerd water, gedistilleerd water, ofwel aqua destillata, is zeer zuiver water. Door destillatie zijn alle anorganische zouten en vele organische stoffen er uit verdwenen. Gedestilleerd water is een slechte geleider van elektrische stroom.

## Toepassingen
Gedistilleerd water wordt gebruikt in de chemie en de biochemie en daarnaast onder andere voor huishoudelijke toepassingen, het bijvullen van loodaccu's en bij strijkijzers voor het kalkvrij aanmaken van stoom. Glaswerk nagespoeld in 'aqua dest' droogt streepvrij op. 
Voor veel toepassingen is het ook mogelijk het goedkopere gedemineraliseerde water, 'demi-water', te gebruiken. 
Bij nog hogere zuiverheidseisen is aqua bidest, dat is dubbel gedestilleerd water, een mogelijkheid. Met de stoffen die vanuit de wand van het bewaarvat, bijvoorbeeld van glas, in oplossing gaan, moet er dan rekening gehouden worden.